# Cirkus (film)
Cirkus är en amerikansk film från 1928, regisserad, skriven och producerad av Charlie Chaplin. Chaplin var ursprungligen nominerad till en Academy Award (senare känt som Oscar) men fick istället motta ett hederspris, vid den första Oscarsgalan 1929.

## Rollista (i urval)
- Charlie Chaplin - A Tramp
- Al Ernest Garcia - The Circus Propietor and Ring Master
- Merna Kennedy - His Step-daughter, A Circus Rider
- Harry Crocker - Rex, A Tight Rope Walker/Disgruntled Property Man/Clown
- George Davis - A Magician
- Henry Bergman - An Old Clown
- Tiny Sandford - The Head Property Man
- John Rand - An Assistant Property Man/Clown
- Steve Murphy - A Pickpocket